# 惠州大道
惠州大道是中华人民共和国广东省惠州市的一条主干道路，横贯博罗县惠城区、惠阳区、惠东县，全长72千米。本道路全线被编入 324国道。
在市级规划中也包含已被命名的博罗段（博罗大道）、惠东段（惠东大道）。

## 概述及沿革
惠州大道最早是1994年以广汕公路惠城区江北段为基础拓建而成的一条城市大道，宽60至80米。2003年起，惠州大道先是往西北延伸至惠城区小金口，后再伸展穿过博罗县城至博罗云步桥，长达28公里，其中此次改造的博罗县城段后为博罗大道。